# Monitoreo de bosques
El monitoreo de bosques se refiere a un sistema de operación de red para el control informativo en un bosque determinado. Con ello se obtiene el conocimiento preciso sobre el mismo para tomar una acción consecuente.
Se lleva a cabo el monitoreo de un gran número de hectáreas dependiendo del sistema de red que se utilice. La operación comúnmente se lleva a cabo por red inalámbrica instalando diversas cámaras (comúnmente cámaras ip) en puntos estratégicos para abarcar el mayor espacio posible.

## Identificadores
A través de este sistema de operación de red de monitoreo de bosques se pueden obtener diferentes cifras sobre diversos factores y líneas de acción, dependiendo del equipo y la tecnología utilizada se podrán identificar tanto incendios forestales, comportamientos, anormalidades, cambios de temperatura en el lugar, identificación, cuidado y control de especies, entre otras.

## Ventajas
Dentro de las ventajas que ofrece el sistema de operación de red de monitoreo de bosques se encuentran:
- Identificación de anomalías en tiempo real.
- Abarcar grandes extensiones de terreno en un solo sistema.
- Coordinación y tiempo de respuesta entre dependencias (Protección Civil, Bomberos, Servicios Médicos, etc.).
- Medida para contrarrestar los incendios forestales.
- Control y cuidado de especies.
- Monitoreo de productividad.
- Monitoreo de proyectos.

## El proceso
El monitoreo de bosques se lleva a cabo a través de un sistema de operación de red, a través de redes inalábricas y equipos tecnológicos que la componen (Cámaras IP, Switches, Routers, PC,etc.). Tras la instalación de los mismos el proceso trata de un monitoreo a través de interfaces en los equipos de cómputo designados a la red inalámbrica.